# Francisco Alves Rente
Francisco Alves Rente   (Porto, 1851 - Lisboa, 1891) fou un mestre i compositor, autor d'operetes i peces per a piano.
Va néixer a Porto i, als catorze anys ja era primer violí d'un teatre de la seva ciutat natal, i després es presentà en públic coma concertista encarregant-se més tard de la direcció del teatre de la Trinitat i amb el temps de diversos teatres més de la capital portuguesa.
Dotat d'una gran fecunditat i de no escassa inspiració, produí una quantitat extraordinària d'obres, especialment ballables, algunes de les quals assoliren molta popularitat. També va compondre operetes, sarsueles, revistes musicals, etc., que es representaren en els principals teatres de Portugal.
En homenatge a la seva personalitat existeix una Sociedade Musical Alunos de Alves Rente na Junqueira, a Lisboa.